# Aucklandtaling
De aucklandtaling (Anas aucklandica) is een eend uit de familie van de Anatidae. Het is een endemische soort van de Aucklandeilanden, die tot Nieuw-Zeeland behoren.

## Leefwijze
De aucklandtaling voedt zich met insecten en ongewervelden, die hij in het water en op het land vindt.

## Beschrijving
De aucklandtaling is een kleine, donkerbruine eend. De eend weegt tussen de 400 en 550 gram. Er is weinig verschil in verenkleed tussen het mannetje en het vrouwtje. Het zijn vogels met kleine vleugels en ze hebben het vliegen grotendeels afgeleerd. Ze zijn ’s nachts actief, wanneer er minder roofdieren zijn en voeden zich met kleine gewervelden en ongewervelden. De eenden zijn zeer territoriaal.

## Voorkomen en leefgebied
De aucklandtaling komt alleen nog voor op de eilanden Ewing, Enderby, Rose, Ocean, Adams, Disappointment en de Dundaseilanden, in totaal een gebied van 113 km². Hij werd er bedreigd door geïntroduceerde dieren (katten, ratten en varkens). In het kader van projecten tot ecologisch herstel van deze eilanden, zijn de geïntroduceerde dieren die de talingpopulaties bedreigen verwijderd. Volgens een schatting uit 1997 zijn er nu ongeveer 2000 aucklandtalingen en volgens de IUCN is de populatie stabiel, maar blijft kwetsbaar als er per ongeluk weer introducties plaatsvinden op deze eilanden.